# Julio César Ribeiro
Julio Cesar Ribeiro (São Bernardo do Campo, 24 de fevereiro de 1975) é um advogado, pastor e político brasileiro. É deputado federal pelo Distrito Federal desde fevereiro de 2019. Anteriormente, integrou a Câmara Legislativa do Distrito Federal de 2015 a 2019, durante sua sétima legislatura.

## Biografia
Ribeiro é graduado em direito pela Universidade Ibirapuera, tendo concluído o curso em 2005. No mesmo ano, filiou-se ao Partido Republicano Brasileiro (PRB). Em 1994, se tornou pastor da Igreja Universal do Reino de Deus (IURD). Em 2012, passou a residir em Brasília.
Em 2012, Ribeiro foi designado pelo governador Agnelo Queiroz como secretário-adjunto da Secretaria de Esportes. Em setembro, foi nomeado por Queiroz como secretário de Esporte.
Ribeiro foi eleito deputado distrital em eleito em 2014, com 29.384 votos (1,93%). Na sétima legislatura, foi secretário da mesa diretora, permanecendo no cargo até 2016, quando foi afastado da função, assim como os demais dirigentes da casa, pelo Tribunal de Justiça, no decorrer das investigações da Operação Drácon, que apurava o pagamento de propina para os parlamentares. Foi líder da base governista na Câmara, defendendo os interesses do governador Rodrigo Rollemberg, até 2016, quando deixou o cargo em meio às revelações da Operação Drácon. Também se afastou da CPI da Saúde.
Em 2018, Ribeiro foi eleito deputado federal com 79.775 votos, correspondentes a 5,54% dos votos válidos. Foi a quarta maior votação para o cargo naquela eleição. Na câmara, foi vice-líder de seu partido.
Em 2019, Ribeiro se tornou réu em ação por improbidade administrativa, movida no âmbito das investigações da Operação Drácon. De acordo com os procuradores, havia participado de um esquema na Câmara Legislativa que pedia propina para a liberação de emendas parlamentares.
Em 2022 foi reeleito Deputado Federal pelo Distrito Federal com 76.274 votos.

### Atuação legislativa
Em 2019, Ribeiro criticou a Netflix por representar Jesus Cristo como homossexual. Logo depois, oficiou ao Ministério da Justiça solicitando que o ministro Sergio Moro ajuizasse ação criminal contra a empresa, argumentando que a produção teria violado o artigo 208 do Código Penal Brasileiro. Em 2020, criticou a Estação Primeira de Mangueira por representar Jesus como índio, mulher e morador de rua durante desfile do Carnaval.
Em 2019, Ribeiro apresentou projeto de lei proponho que transgêneros fossem proibidos de participar em competições esportivas, asseverando que tinha a intenção de "assegurar a igualdade entre os competidores."
Em 2019, Ribeiro votou a favor da Reforma da Previdência proposta pelo presidente Jair Bolsonaro.
Em 2021, Ribeiro votou a favor da manutenção da prisão do deputado federal Daniel Silveira (PSL-RJ). O pleito confirmou a decisão do ministro do Supremo Tribunal Federal, Alexandre de Moraes, que havia determinado a detenção do parlamentar após divulgação de vídeo em que faz críticas aos ministros do Supremo e defende o Ato Institucional nº 5 (AI-5).